# Sainte-Barbe (Vosges)
Sainte-Barbe település Franciaországban, Vosges megyében. Lakosainak száma 268 fő (2022. január 1.). Sainte-Barbe Deneuvre, Lachapelle, Thiaville-sur-Meurthe, Bazien, Étival-Clairefontaine, Ménil-sur-Belvitte, Nossoncourt, Raon-l’Étape és Saint-Benoît-la-Chipotte községekkel határos.

## Népesség
A település népessége az elmúlt években az alábbi módon változott:
| Lakosok száma | 284  | 282  | 285  | 278  | 273  | 272  | 271  | 269  | 268  |
|               | 2013 | 2015 | 2016 | 2017 | 2018 | 2019 | 2020 | 2021 | 2022 |